# Дроздовський Василь Вікторович
Дроздовський Василь Вікторович (криптоніми і псевдонім: В. Д-ський, В. Чорноморець; 18(31).03.1900, м. Прилуки, нині Чернігівської обл., Україна – 04.03.1938, селище Норильськ, нині місто Красноярського краю, Росія) – радянський український та радянський російський бібліограф та історик літератури. Засуджений радянсько-російською владою у 1933 році до 10-ти років заслання у сфабрикованій справі «Російської національної партії» (початково відома як "Справа ленінградських українських націоналістів, так званих «Жупанів»", згодом як «Справа славістів»), однак пізніше вирок змінили і Дроздовського розстріляли у 1938 році у Норильську.

## Життєпис
Дроздовський народився 18 березня 1900 року в Прилуках (нині Чернігівська область).
Наприкінці 1920-их закінчив словесно-історичний факультет Краснодарського ІНО (нині Кубанський державний університет). Від 1924 – жив і працював  у Ленінграді (нині Санкт-Петербург). 1925–30 викладав географію, російську мову, суспільствознавство в Обласному інституті соціального виховання. У 1931–33 – науковий співробітник Інституту слов'янознавства АН СРСР.
Від 1927 року член Товариства дослідників української історії, писемності та мови в Ленінграді, у 1929-31 роках - його вчений секретар, у 1929-33 роках - керівник групи нової української літератури.
Заарештований 17 вересня 1933 року й засуджений радянсько-російською владою до 10-ти років заслання у сфабрикованій справі «Російської національної партії» (початково відома як "Справа ленінградських українських націоналістів, нак званих «Жупанів»", згодом як «Справа славістів»). Покарання відбував у Маріїнську (Кемеровова область, Росія). 1936 року переведений до Норильська. У 1938 році вирок змінили і Дроздовського розстріляли у 1938 році у Норильську.

## Бібліографічна та літературознавча спадщина
Значна частина розвідок Дроздовського присвячена розвитку української культури та літератури на Кубані. Популяризував творчість Г. Михайличенка, В. Чумака, Л. Скрипника.
Різне
- «Гумористи давніх літ» // «Зап. Істор.-філол. відділу УАН», 1929, кн. 21–22
- «Про автора анонімної драматичної сцени “Быт Малороссии в первую половину 18-го столетия”» // «Літ. архів», 1930, кн. 3–6
- Листи Д. Мордовця до Я. Жарка // «Літ. архів», 1931, кн. 1–2
- Бібліогр. список літ-ри – додаток до праці В. Сиповського «Україна в російському письменстві» // «Червоний шлях», 1929, кн. 1
- «З листування Я. Кухаренка з Д. Жураковським та А. Скальковським» // «Зап. Істор.-філол. відділу УАН», 1929. кн. 25;

Літературознавчі праці про українську літературу Кубані
- «Я. Г. Кухаренко як літературний діяч» // «Червоний шлях», 1928, кн. 5–6
- «Кубань та кубанці в українській драмі» // «Наук. зб. Ленінгр. т-ва дослідників укр. історії, письменства та мови», 1929, т. 2
- «З історії народної освіти на Кубані» // «Україна», 1929, кн. 38.

Літературознавчі праці з української літератури
- Досліджував маловідомі сторінки укр. історії, літ-ри, журналістики, біографії письменників («Р. Гонорський, “формаліст” початку ХІХ ст.» // «Зап. Істор.-філол. відділу УАН», 1928, кн. 19;
- «Один з українофілів ХІХ ст. [М. Я. Тихорський]» // «Україна», 1930, кн. 43

Бібліографічні огляди україномовних перекладів
- В. Д-ський Гоголь українською мовою // Червоний шлях. 1927. No7–8. С.335–346.
- В. Д-ський, Володимир Дорошенко. «Л. М. Толстой в українських перекладах [Архівовано 19 листопада 2020 у Wayback Machine.]» // Бібліоліографічні вісті. 1929. № 4. С. 19–25.